# Interstate 270 (Maryland)
Pour les articles homonymes, voir Interstate 270.
L'Interstate 270 (I-270) est une autoroute auxiliaire de 34,70 miles (55,84 km) dans le Maryland. Elle débute à la jonction avec l'I-495 (Capital Beltway) au nord de Bethesda et se dirige vers le nord jusqu'à l'I-70 dans la ville de Frederick. La plupart du segment sud de la route dans le comté de Montgomery passe par des zones suburbaines autour de Rockville et de Gaithersburg. Au nord de Gaithersburg, la route passe par Germantown et Clarksburg. Après ces deux villes, l'I-270 parcourt des zones rurales du comté de Frederick vers la ville de Frederick.

## Description du tracé
L'I-270 se dirige vers le nord-ouest à partir d'un échangeur avec l'I-495 (Capital Beltway) et la MD 355 (Rockville Pike) à Bethesda. La voie de gauche dans chacune des directions est une voie réservée aux HOV dont la réglementation est en vigueur à certains moments de la journée, selon les heures de pointe. Au terminus sud, l'I-270 n'a accès qu'à l'I495 est. La route s'oriente alors vers le nord-ouest et croise d'abord l'I-270 Spur qui est un très cout segment qui donne accès à l'I-495 sud. L'autoroute poursuit son trajet vers le nord et rencontre quelques routes d'État
À la sortie de Rockville, l'I-270 rencontre l'I-370, une courte autoroute qui contourne Gaithersburg. L'I-270 continue de passer par des zones suburbaines et croise d'autres routes locales et d'État.
Plus l'autoroute se dirige vers le nord, plus elle entre dans des régions rurales. Les restrictions HOV se terminent et l'autoroute poursuit vers Hyattstown. L'I-270 continue vers le nord et atteint la ville de Frederick, où elle se termine lorsqu'elle rencontre l'I-70.

## Liste des sorties

### I-270
| Interstate 270    |                |       |                                |                                         |                                                                                             |                                                                                      |
| Comté             | Municipalité   | mi    | km                             | Sortie                                  | Intersections / Destinations                                                                | Notes                                                                                |
| Montgomery        | Bethesda       | 0,00  | 0,00                           | —                                       | I-495 est / MD 355 (en) sud – Silver Spring, College Park, Bethesda                         | Accès à l'I-495 est et depuis l'I-495 ouest seulement; sortie 35 de l'I-495          |
| Montgomery        | North Bethesda | 1,54  | 2,48                           | 1                                       | MD 187 (en) (Old Georgetown Road) / Rockledge Drive                                         | Indiqué sortie 1A (MD 187) et 1B (Rockledge Drive) en direction nord                 |
| Montgomery        | North Bethesda | 2,39  | 3,85                           | 2                                       | I-270 Spur vers I-495 sud – Washington D.C., Virginie                                       | Sortie direction sud, entrée direction nord                                          |
| Montgomery        | North Bethesda | 3,66  | 5,89                           | Terminus sud des voies locales express  | Terminus sud des voies locales express                                                      | Terminus sud des voies locales express                                               |
| Montgomery        | North Bethesda | 4,14  | 6,66                           | 4                                       | Montrose Road                                                                               | Indiqué sortie 4A (est) et 4B (ouest)                                                |
| Montgomery        | Rockville      | 5,50  | 8,85                           | 5                                       | MD 189 (en) (Falls Road)                                                                    |                                                                                      |
| Montgomery        | Rockville      | 6,46  | 10,40                          | 6                                       | MD 28 (en) (West Montgomery Avenue) – Rockville, Darnestown, Poolesville                    | Indiqué sortie 6A (est) et 6B (ouest)                                                |
| Montgomery        | Rockville      | 8,39  | 13,50                          | 8                                       | Shady Grove Road / Redland Boulevard                                                        |                                                                                      |
| Montgomery        | Gaithersburg   | 9,28  | 14,93                          | Terminus nord des voies locales express | Terminus nord des voies locales express                                                     | Terminus nord des voies locales express                                              |
| Montgomery        | Gaithersburg   | 9,32  | 15,00                          | 9                                       | I-370 est / Sam Eig Highway vers MD 200 Toll (en)                                           | Indiqué sortie 9A (I-370) et 9B (Sam Eig Highway); sortie 1A-B de l'I-370            |
| Montgomery        | Gaithersburg   | 10,85 | 17,46                          | 10                                      | MD 117 (en) (Clopper Road / West Diamond Avenue) vers MD 124 (en) sud (Quince Orchard Road) | Sortie direction nord, entrée direction sud                                          |
| Montgomery        | Gaithersburg   | 11,47 | 18,46                          | 11r                                     | MD 124 (en) (Montgomery Village Avenue / Quince Orchard Road)                               | Pas d'accès depuis MD 124 nord vers I-270 sud ou depuis I-270 nord vers MD 124 sud   |
| Montgomery        | Gaithersburg   | 12,17 | 19,59                          | 12                                      | Watkins Mill Road                                                                           |                                                                                      |
| Montgomery        | Gaithersburg   | 12,26 | 19,73                          | Terminus nord des voies locales express | Terminus nord des voies locales express                                                     | Terminus nord des voies locales express                                              |
| Montgomery        | Germantown     | 13,97 | 22,48                          | 13                                      | Middlebrook Road                                                                            | Sortie direction nord, entrée direction sud; indiqué sortie 13A (est) et 13B (ouest) |
| Montgomery        | Germantown     | 14,74 | 23,72                          | 15                                      | MD 118 (en) (Germantown Road) vers MD 355 (en) – Germantown                                 | Indiqué sortie 15A (nord) et 15B (sud)                                               |
| Montgomery        | Germantown     | 15,78 | 25,40                          | 16                                      | MD 27 (en) nord / Father Hurley Boulevard – Damascus                                        | Indiqué sortie 16A (nord) et 16B (sud)                                               |
| Montgomery        | Clarksburg     | 18,43 | 29,66                          | 18                                      | MD 121 (en) – Boyds, Clarksburg                                                             |                                                                                      |
| Montgomery        | Hyattstown     | 22,29 | 35,87                          | 22                                      | MD 109 (en) – Hyattstown, Barnesville, Poolesville, Ijamsville                              |                                                                                      |
| Montgomery        |                |       | Poste de pesée et d'inspection |                                         |                                                                                             |                                                                                      |
| Frederick         | Urbana         | 26,03 | 41,89                          | 26                                      | MD 80 (en) – Urbana, Buckeystown                                                            |                                                                                      |
| Frederick         | Frederick      | 31,16 | 50,15                          | 31                                      | MD 85 (en) vers MD 355 (en) (Market Street) – Frederick, Buckeystown                        | Indiqué sortie 31A (nord) et 31B (sud)                                               |
| Frederick         | Frederick      | 32,60 | 52,46                          | 32                                      | I-70 – Hagerstown, Baltimore                                                                | Sortie 53A de l'I-70                                                                 |
| Frederick         | Frederick      | 32,60 | 52,46                          | —                                       | US 15 nord – Frederick, Gettysburg                                                          | Continue au-delà de l'I-70                                                           |
| - Accès incomplet |                |       |                                |                                         |                                                                                             |                                                                                      |

### I-270 Spur
| Interstate 270                            |              |      |      |        |                                       |                                                                     |
| Comté                                     | Municipalité | mi   | km   | Sortie | Intersections / Destinations          | Notes                                                               |
| Montgomery                                | Bethesda     | 0,00 | 0,00 | —      | I-495 sud – Washington D.C., Virginie | Accès à l'I-495 sud seulement; sortie 38 de l'I-495                 |
| Montgomery                                | Bethesda     | 1,00 | 1,61 | 1      | Democracy Boulevard                   |                                                                     |
| Montgomery                                | Bethesda     | 1,35 | 2,17 | —      | Westlake Terrace vers Fernwood Road   | Sortie direction sud, entrée direction nord pour les voies HOV      |
| Montgomery                                | Bethesda     | 2,10 | 3,38 | —      | I-270 nord – Rockville, Frederick     | Accès à l'I-270 nord et depuis l'I-270 sud; sortie 2 de l'I-270 sud |
| - Accès incomplet - Accès réservé aux HOV |              |      |      |        |                                       |                                                                     |